# Cordillère des Andes
« Andes » redirige ici. Pour les autres significations, voir Andes (homonymie).
« Andin » redirige ici. Pour l’article homophone, voir Andain.

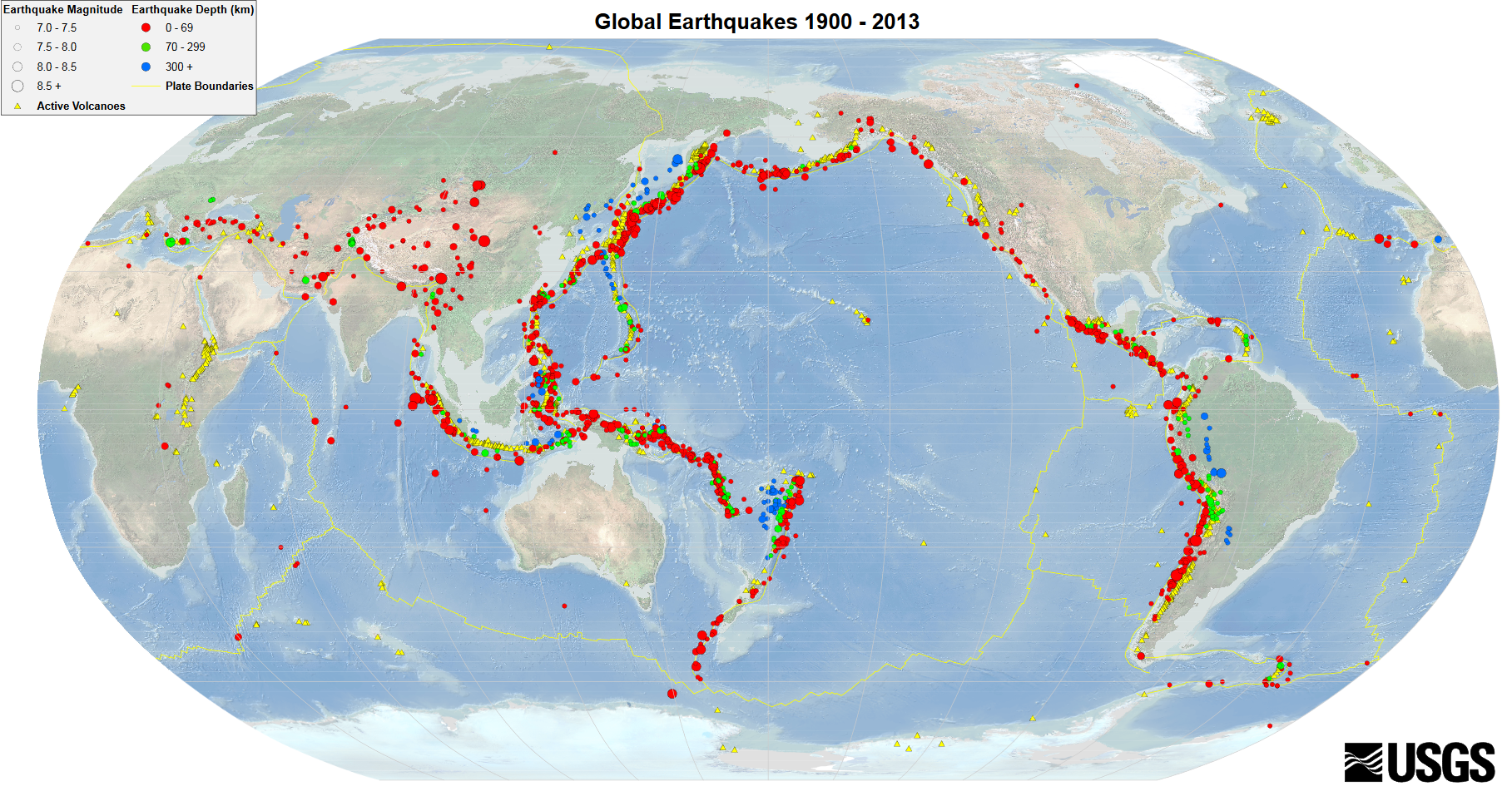
Les arcs volcaniques de la cordillère font partie de la ceinture de feu du Pacifique dont les zones de subduction sont responsables de 80 % de la sismicité mondiale annuelle. Le séisme de 1960 à Valdivia est le mégaséisme le plus puissant qui ait été enregistré.

La cordillère des Andes (en espagnol : Cordillera de los Andes) est la plus longue chaîne de montagnes continentale du monde, orientée nord-sud tout le long de la côte occidentale de l'Amérique du Sud. S'étendant du nord au sud sur une différence de latitude de 65°, soit environ 7 150 kilomètres, et large de 200 à 700 kilomètres (entre 18 et 20° de latitude Sud), la cordillère débute au Venezuela au nord puis traverse la Colombie, l'Équateur, le Pérou, la Bolivie, le Chili et l'Argentine, jusqu'à la pointe sud du continent. Son altitude moyenne est de 4 000 mètres et elle culmine à l'Aconcagua, à 6 962 mètres, en Argentine.
Les Andes sont la plus haute chaîne de montagnes d'Amérique. Partie de la ceinture de feu du Pacifique, nombre de ses sommets sont volcaniques, et le sommet du volcan Chimborazo dans les Andes équatoriennes est le point le plus éloigné du centre de la Terre, en raison du renflement du globe au niveau de l'équateur. Plusieurs de ces volcans figurent parmi les plus hautes montagnes sur Terre après celles d'Asie, dépassant 6 000 mètres d'altitude.

## Toponymie

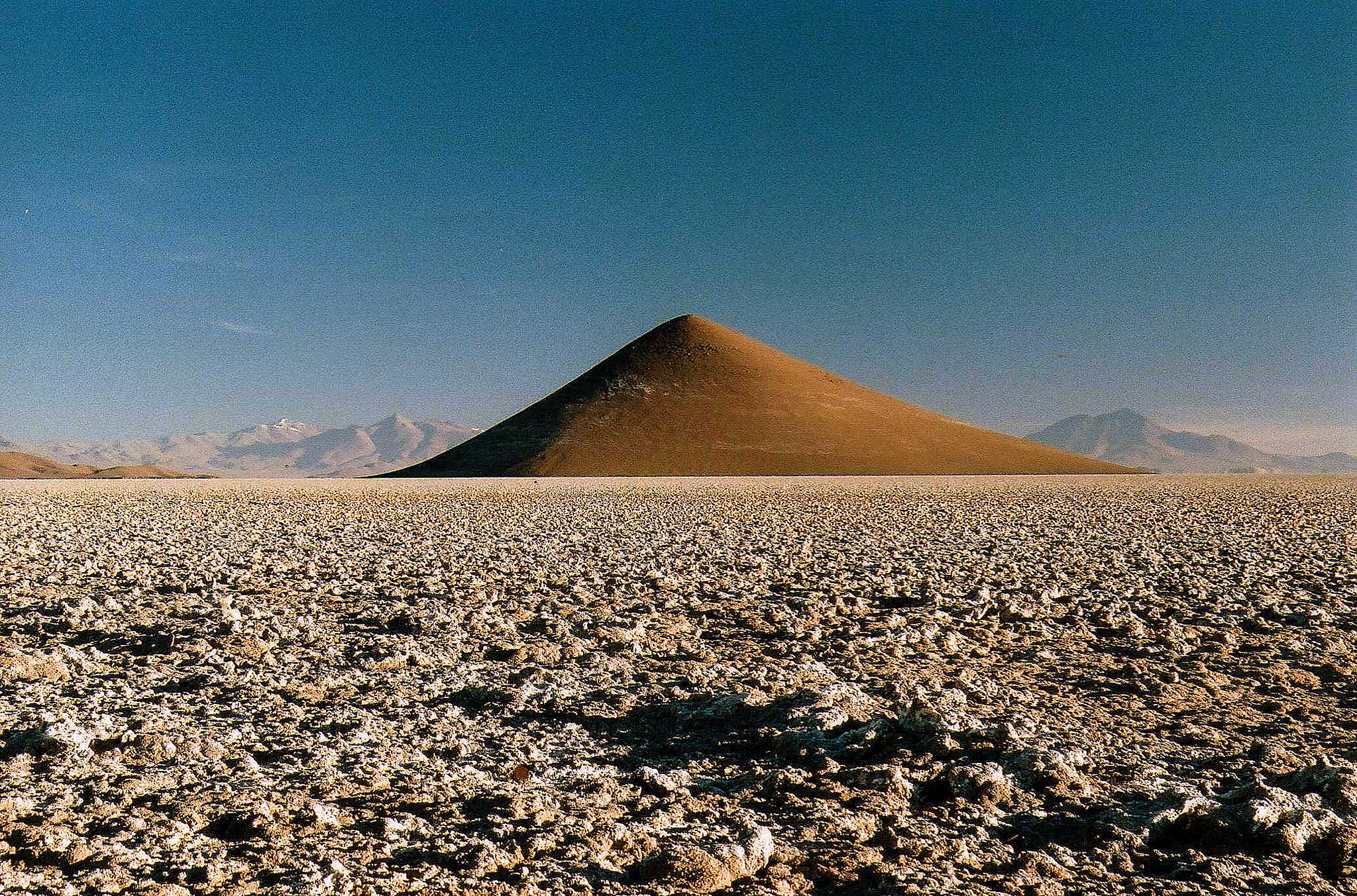
Le Cono de Arita dans le Salar d'Arizaro, Salta (Argentine).

L'origine du mot « Andes » vient du quechua anti qui désigne les habitants de la zone montagneuse mais couverte de végétation tropicale située au nord-est de Cuzco, au Pérou. Le nom « Andes » a longtemps désigné en espagnol cette région spécifique, avant de prendre son sens actuel. Le terme « cordillère » vient de l'espagnol cordillera, signifiant « chaîne de montagnes », lui-même issu du grec χορδή via le latin chorda, signifiant tous deux « corde ».

## Géographie

### Situation
Cette chaîne de montagnes s'étend sur sept pays d'Amérique latine et divise le continent sud-américain en deux bassins versants très inégaux. Elle déroule ses sommets sur près de 8 800 km, de la cordillère de la Costa, au Venezuela, à l'île des États, en Argentine. Le versant occidental débouche directement sur l'océan Pacifique alors que le versant oriental donne naissance à des cours d'eau aboutissant aux bassins Atlantiques et dont les confluences successives forment de grands fleuves comme le Paraná au Brésil et en Argentine, l'Orénoque au Venezuela et surtout l'Amazone qui prend sa source dans les Andes péruviennes sous le nom de Rio Apurimac.
La cordillère constitue sur 5 308 kilomètres une frontière naturelle entre le Chili et l'Argentine, où se situe l'Aconcagua, point culminant de cette chaîne montagneuse et du continent américain. C'est aussi dans ce pays que l'extrémité méridionale de la cordillère prend la forme de petits chaînons côtiers situés dans le Sud-Est de la grande île de la Terre de Feu, à l'est d'Ushuaïa.

### Topographie

#### Subdivisions
La cordillère des Andes est divisée en plusieurs massifs souvent nommés eux-mêmes « cordillère ». Au nord, dans le Nord-Ouest du Venezuela, la cordillère de Mérida se raccorde au sud-ouest à la cordillère Orientale,. Celle-ci traverse la Colombie et l'Équateur du nord au sud,. Elle est accompagnée par la cordillère Centrale jusqu'au nœud de los Pastos ainsi que la cordillère Occidentale,. Ces cordillères Occidentale et Orientale donnent naissance à trois nouvelles cordillères depuis le nord du Pérou jusqu'à l'extrême nord du Chili et de l'Argentine en passant par la Bolivie,. Il s'agit de la cordillère Occidentale séparée des cordillères Centrale du Pérou, Centrale de Bolivie et Orientale par l'Altiplano, prolongé au sud par la Puna de Atacama,,. Plus au sud, la cordillère des Andes qui s'étend dans le centre du Chili et le centre-ouest de l'Argentine ne porte pas de nom spécifique si ce n'est le cas de quelques chaînes locales. La partie méridionale du massif est quant à elle formée par la cordillère de Patagonie qui se prolonge à son extrémité méridionale par les montagnes de la Terre de Feu. D'autres chaînes et cordillères de taille restreintes et internes à ces grands ensembles sont aussi identifiées. Certains massifs sont parfois rattachés à la cordillère des Andes. Ce peut être le cas de la sierra Nevada de Santa Marta en Colombie, de la cordillère de la Costa au Venezuela ou encore de la chaîne Côtière du Chili.
Les Andes font environ 200 kilomètres de largeur en moyenne, excepté au niveau de la « flexion bolivienne » où la cordillère atteint environ 700 kilomètres de largeur, avec l'Altiplano au milieu.

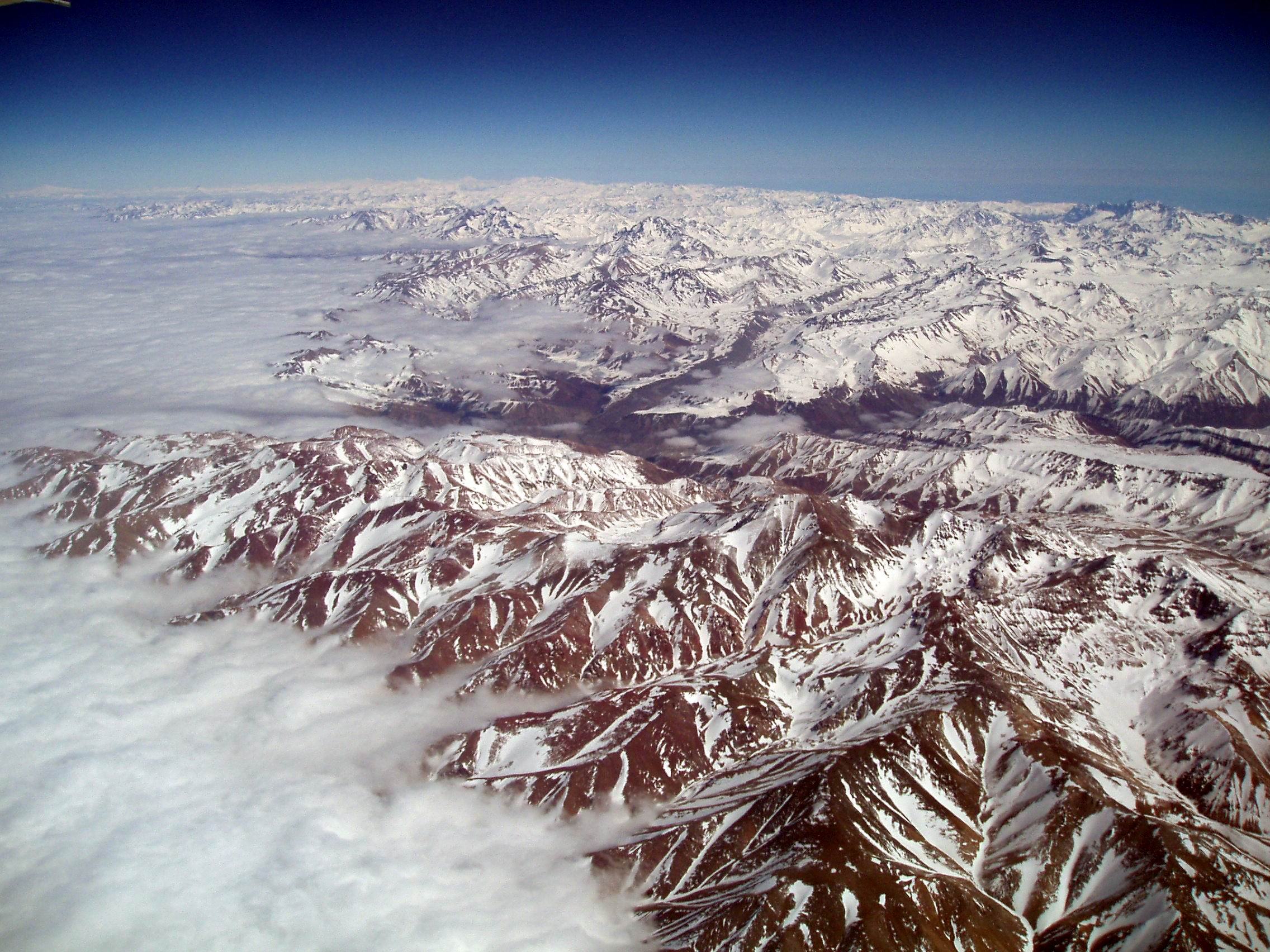
La cordillère des Andes s'étendant à perte de vue.
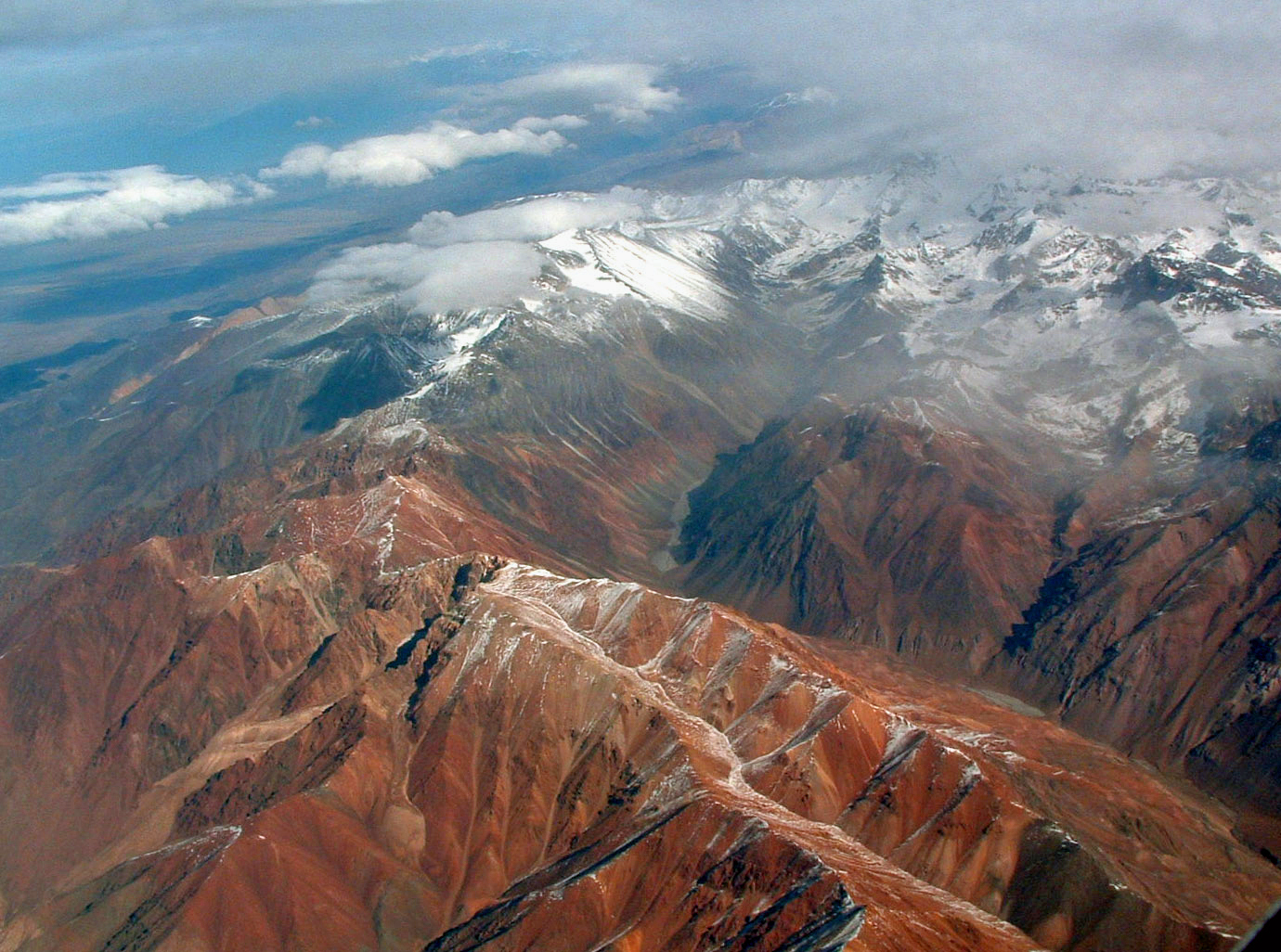
La cordillère Centrale.
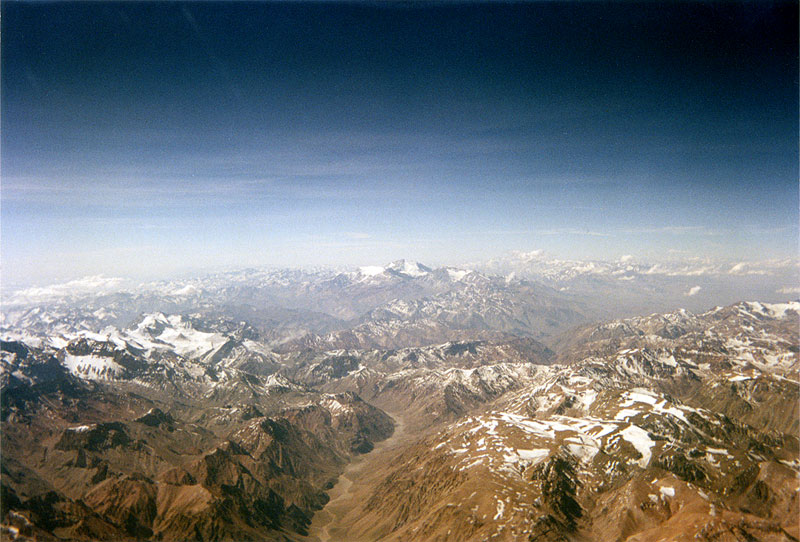
Les Andes vues d'avion.
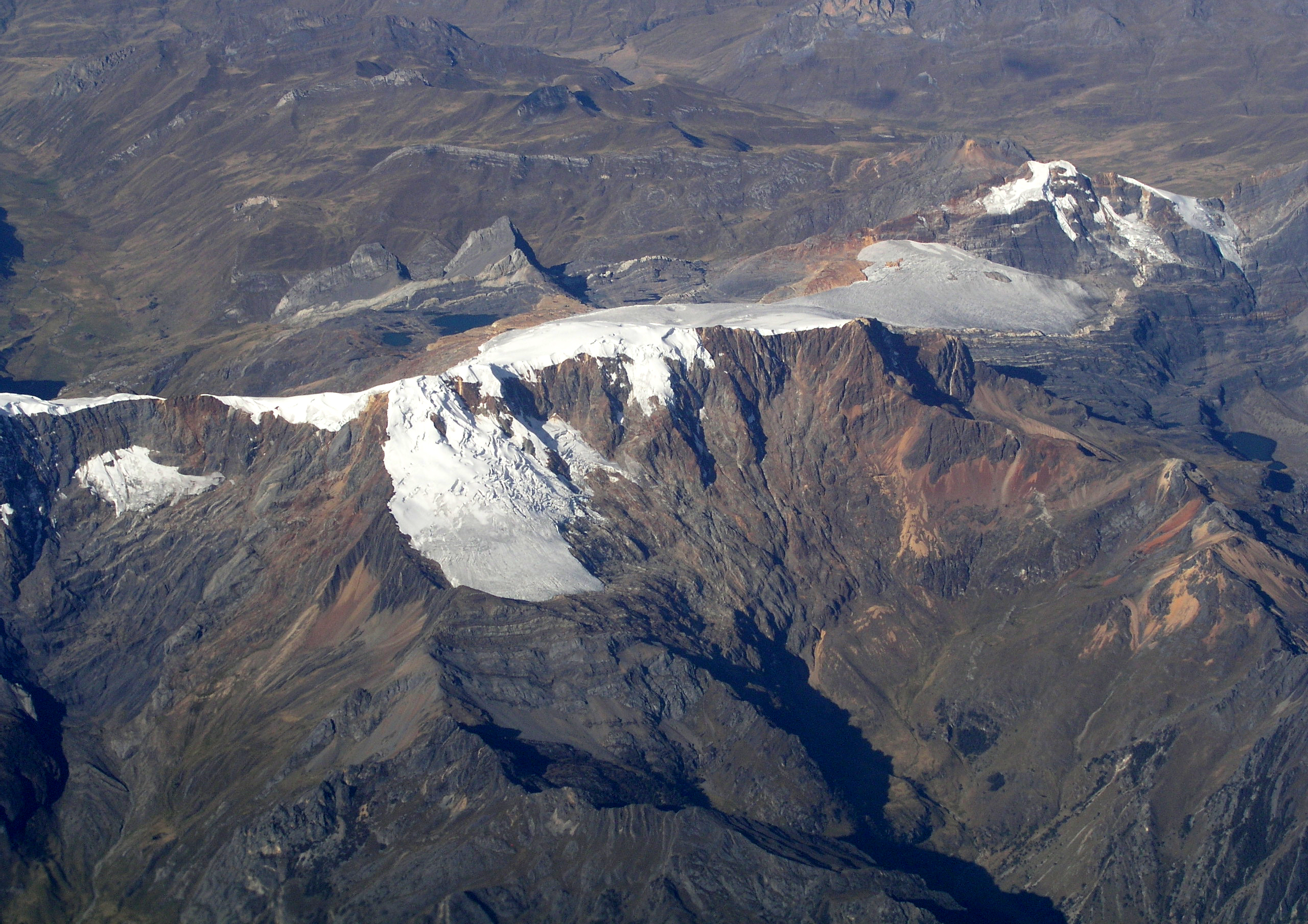
Cordillère Huallanca, prise au-dessus du Rio Cuero, Huasta, Bolognesi, Ancash, Pérou.

#### Géomorphologie
La cordillère des Andes est parfois considérée comme le plus grand relief tectonique sur Terre en termes de dénivelé (environ 13 km).

#### Principaux sommets

##### Venezuela

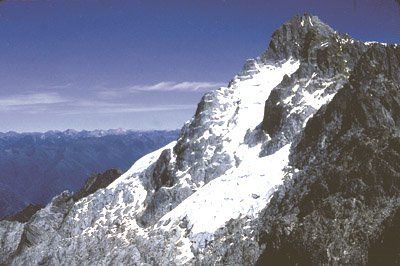
Pico Bolívar, Venezuela.

- Pico Bolívar, 4 981 m
- Pico Humboldt, 4 940 m
- Pico La Concha (es), 4 870 m
- Pico Piedras Blancas, 4 740 m

##### Colombie
- Pic Cristóbal Colón, 5 775 m
- Galeras, 4 276 m
- Nevado del Huila, 5 365 m
- Nevado del Ruiz, 5 321 m
- Ritacuba Blanco, 5 410 m
- Pic Simón Bolívar, 5 774 m
- Nevado del Tolima, 5 200 m

##### Équateur

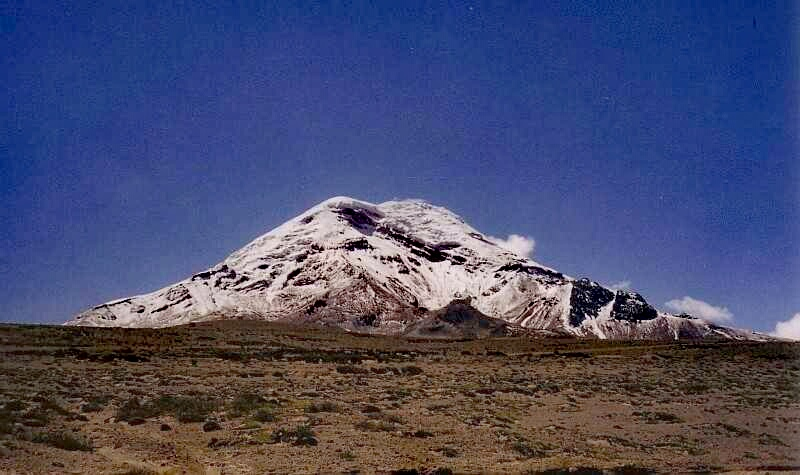
Chimborazo, Équateur.

- Antisana, 5 753 m
- Cayambe, 5 790 m
- Chimborazo, 6 267 m
- Corazón, 4 790 m
- Cotopaxi, 5 897 m
- Altar, 5 320 m
- Illiniza, 5 248 m
- Pichincha, 4 784 m
- Reventador, 3 562 m
- Sangay, 5 230 m
- Tungurahua, 5 023 m

##### Pérou

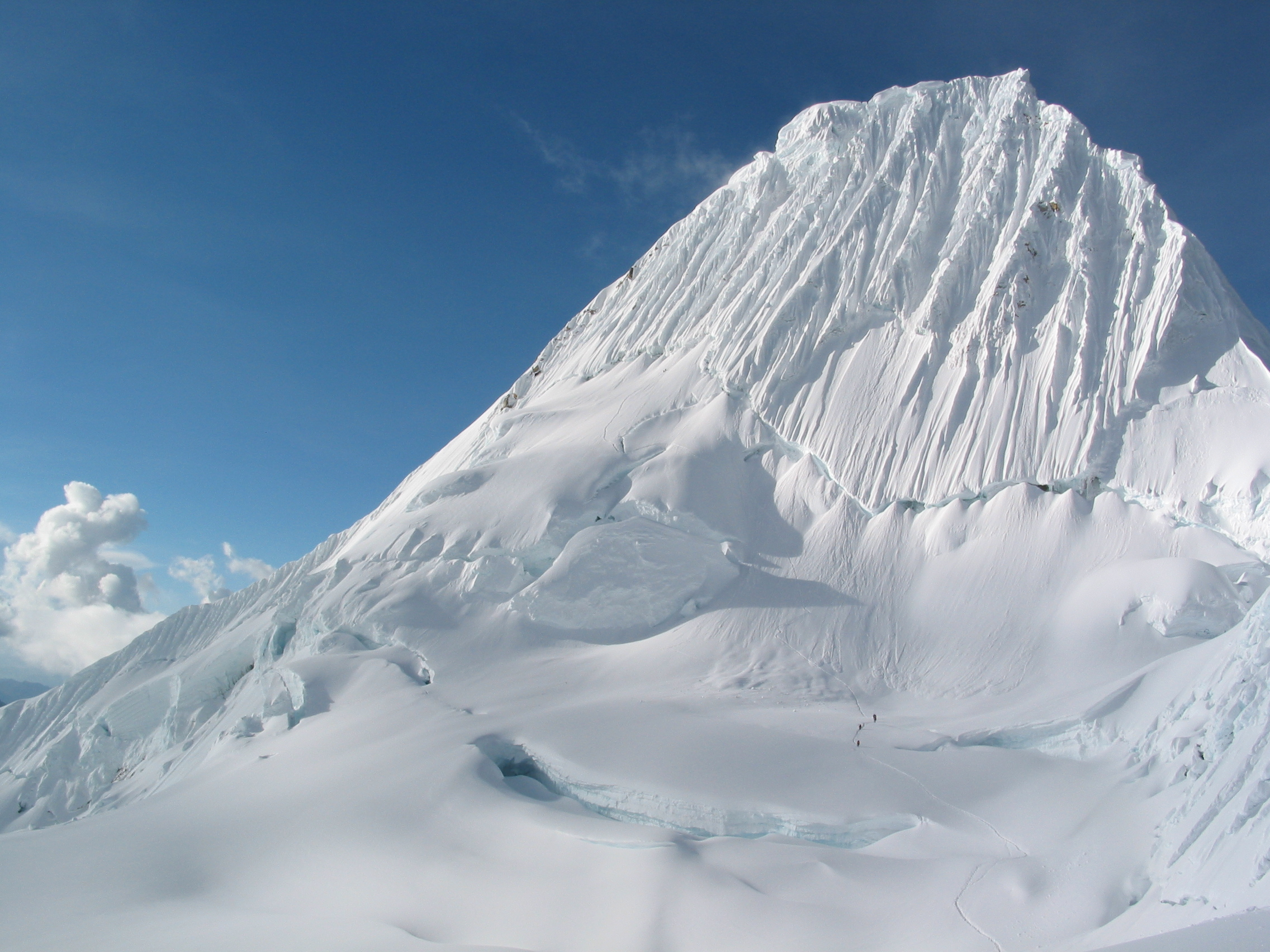
Alpamayo, Pérou.

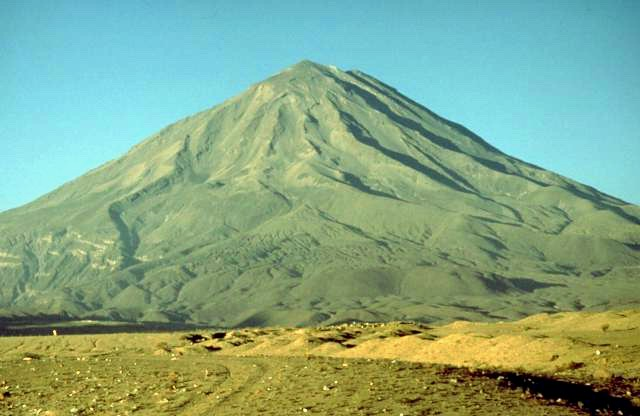
El Misti, Pérou.

- Qiwña Mulluq'u, 5 000 m
- Qina Qinani, 5 200 m
- Alpamayo, 5 947 m
- Carnicero, 5 960 m
- El Misti, 5 822 m
- El Toro, 5 830 m
- Huascarán, 6 768 m
- Jirishanca, 6 094 m
- Rasac, 6 040 m
- Rondoy, 5 870 m
- Salcantay, 6 271 m
- Sarapo, 6 127 m
- Seria Norte, 5 860 m
- Siula Grande, 6 344 m
- Yerupajá, 6 635 m
- Yerupaja Chico, 6 089 m
- Chachani, 6 075 m

##### Bolivie
- Ancohuma, 6 427 m
- Cabaray, 5 860 m
- Chacaltaya, 5 421 m
- Huayna Potosí, 6 088 m
- Illampu, 6 368 m
- Illimani, 6 438 m
- Macizo de Larancagua, 5 520 m
- Macizo de Pacuni, 5 400 m
- Nevado Anallajsi, 5 750 m
- Nevado Sajama, 6 542 m
- Patilla Pata, 5 300 m
- Tata Sabaya, 5 430 m

##### Frontière Bolivie/Chili

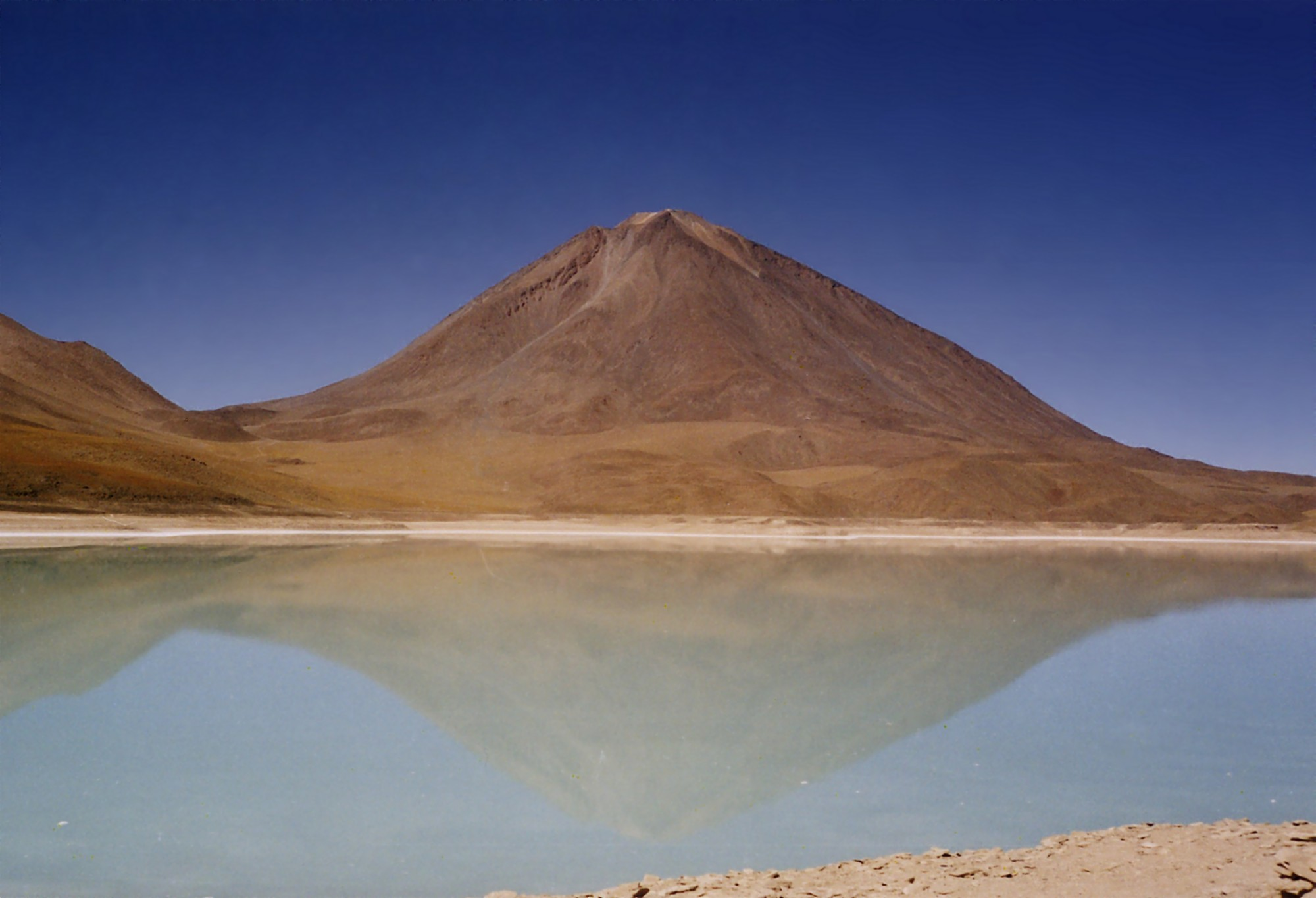
Licancabur, Bolivie/Chili.

- Acotango, 6 052 m
- Cerro Michincha, 5 305 m
- Irruputuncu, 5 163 m
- Licancabur, 5 916 m
- Olca, 5 407 m
- Parinacota, 6 349 m
- Paruma, 5 420 m
- Pomerape, 6 282 m

##### Chili
- Monte San Valentin, 4 058 m (Patagonie)
- Cerro Paine Grande, env. 2 750 m (Patagonie) (et non 3 050 m)
- Cerro Macá, env. 2 300 m (Patagonie) (et non 3 050 m)
- Mont Darwin, 2 429 m (Patagonie-Terre de Feu)
- Volcan Hudson, env. 1 900 m (Patagonie)

##### Frontière Argentine/Chili
- Cerro Bayo Gorbea, 5 413 m

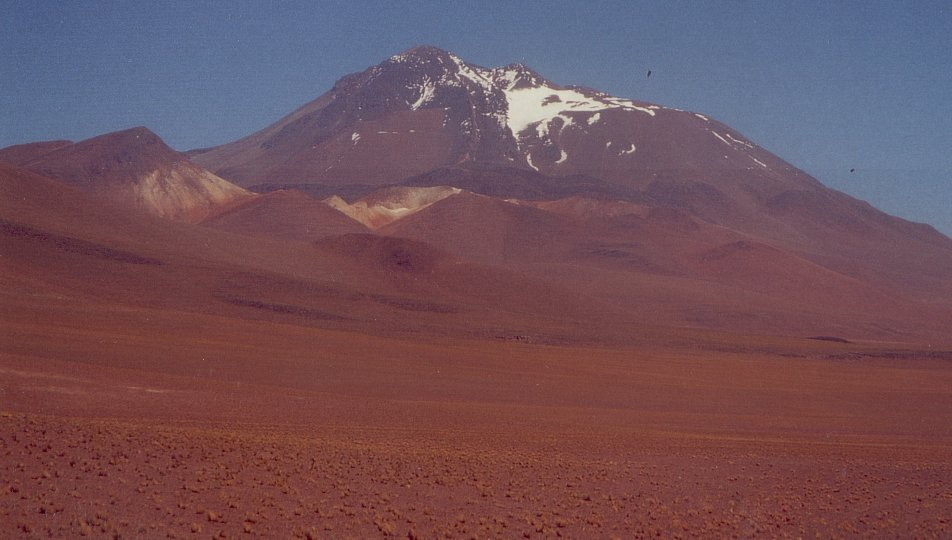
Llullaillaco, Chili/Argentine.

- Cerro Chaltén, 3 375 m ou 3 405 m, Patagonie, aussi connu sous le nom de Cerro Fitzroy
- Cerro Escorial, 5 447 m
- Cordón del Azufre, 5 463 m
- Falso Azufre, 5 890 m
- Lastarria, 5 697 m
- Llullaillaco ou Llullay-Yacu, 6 739 m
- Maipo, 5 264 m
- Marmolejo, 6 110 m
- Ojos del Salado, 6 893 m
- Sierra Nevada de Lagunas Bravas, 6 127 m
- Socompa, 6 051 m
- Nevado Tres Cruces, 6 749 m (face sud) (Région III)
- Tupungato, 6 570 m

##### Argentine
- Aconcagua, 6 962 m
- Cerro Bonete, 6 759 m
- Cerro Galán, 5 912 m
- Incahuasi, 6 620 m
- Mercedario, 6 720 m
- Pissis, 6 795 m

### Principales villes

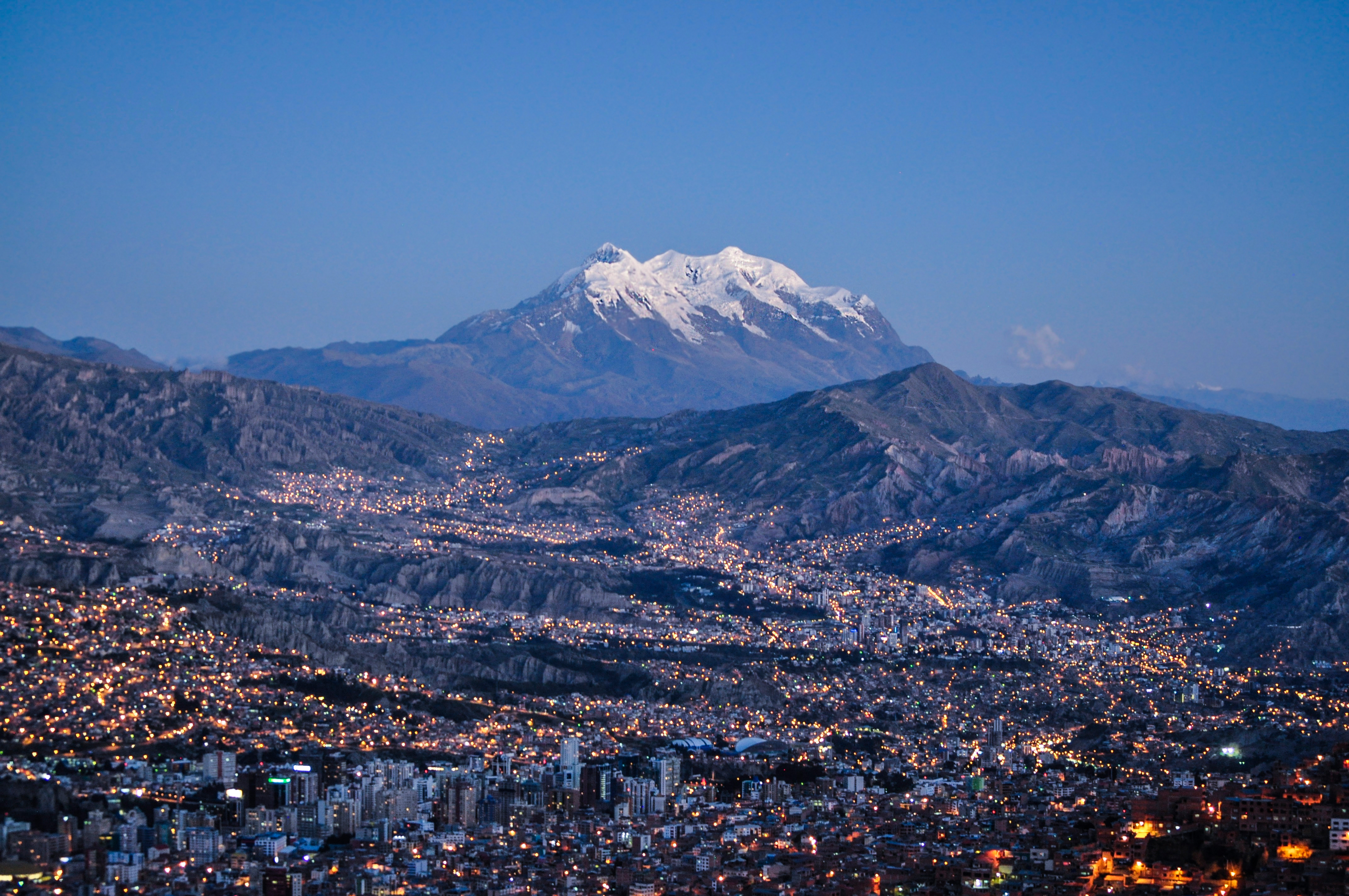
La Paz est l'une des villes les plus peuplées des Andes.

Si les Andes n'ont pas les plus hauts sommets de la planète, elles ont assurément les trois capitales les plus hautes de la Terre : La Paz, Quito et Bogota. Certaines villes de la cordillère sont nichées à une altitude de plus de 3 500 mètres, à l'instar de Potosi (4 070 mètres), Cerro de Pasco (4 380 mètres) et l'agglomération de La Paz-El Alto (3 250 à 4 200 mètres). Les villes andines s'inscrivent dans les décors les plus variés : si certaines s'étendent sur des vallées d'altitude comme Bogota et Quito, d'autres se trouvent en pleine montagne comme Potosi, ou sur les hauts plateaux de l'Altiplano (Cerro de Pasco, Uyuni, Oruro, El Alto), tandis que La Paz est blottie dans un canyon. Bogota est l'agglomération la plus peuplée des Andes avec près de 10 millions d'habitants.

#### Hydrographie
En deux décennies depuis 2000, les glaciers andins ont perdu 23 milliards de tonnes de glaces en moyenne annuelle, soit un total de plus de 400 milliards de tonnes de glace en 2019 : cette fonte massive se traduira à terme par une hausse du continent (en raison du rebond post-glaciaire) et par l'assèchement consécutif de certaines rivières.

### Géologie

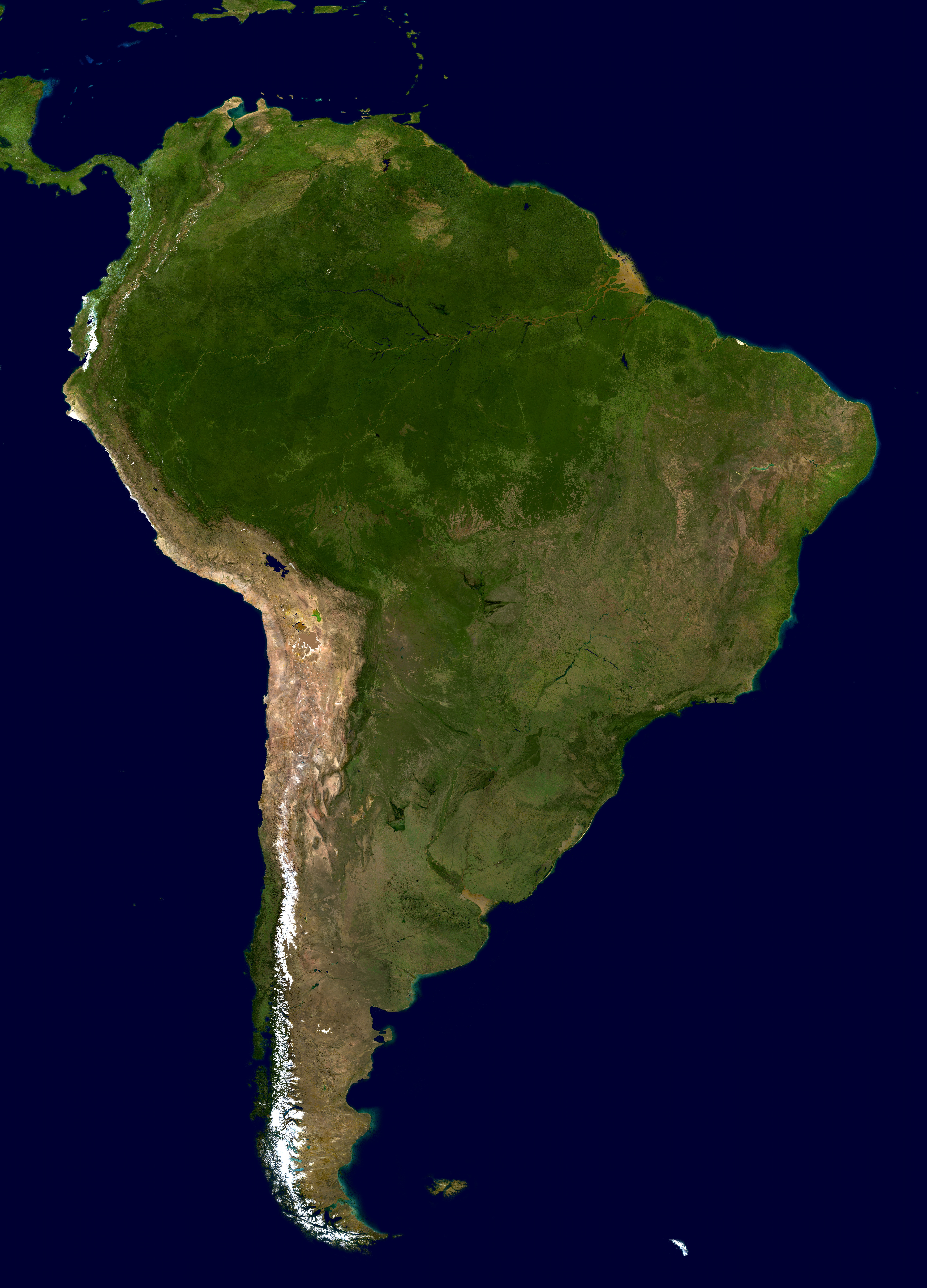
Image satellite de l'Amérique du Sud construite en projection orthographique à partir des données satellitaires Blue Marble de la NASA. La cordillère des Andes (en brun à gauche) s'étend le long de la bordure occidentale du sous-continent, de direction moyenne NNW-SSE infléchie par trois virgations majeures. La genèse de cette chaîne montagneuse est liée à l'existence d'une marge active le long de la bordure.

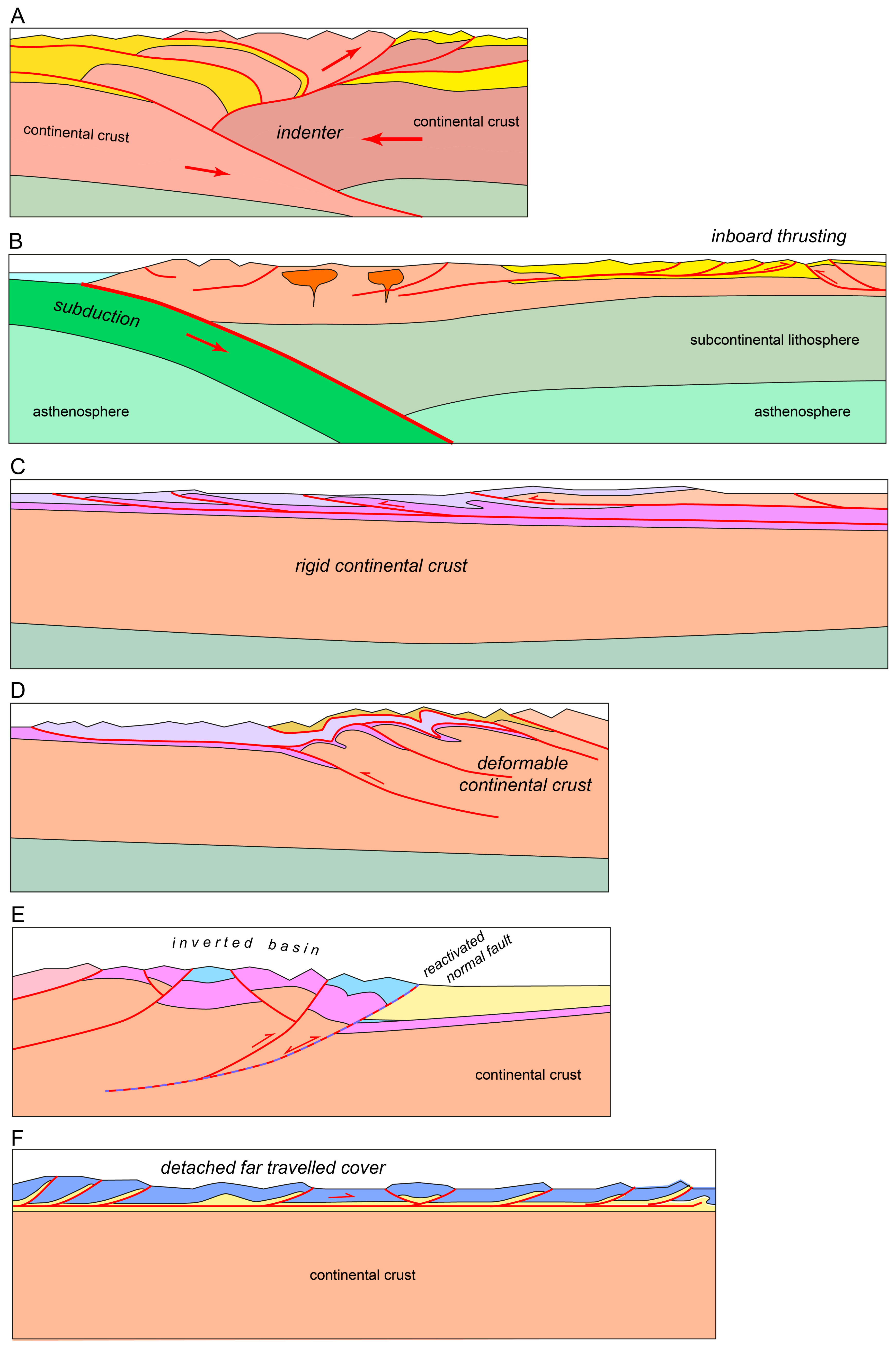
Coupes schématiques d'orogènes : la subduction océan-continent des Andes est représentée en (B).

Les Andes sont issues d'une orogenèse Méso-Cénozoïque et font partie de la ceinture de feu du Pacifique, une zone d'intense activité volcanique et orogénique, qui inclut la bordure pacifique des Amériques ainsi que la région Asie-Pacifique. L'orogenèse andine est le résultat d'un processus de tectonique des plaques qui met en jeu plusieurs épisodes de subduction de plaques océaniques sous la plaque sud-américaine induisant un régime compressif (d'où la présence de nombreux plis kilométriques faillés liés à des failles inverses) et la formation de deux prismes orogéniques à double vergence qui s'organisent en écailles tectoniques superposées, limitées par des chevauchements : le premier prisme initié au Crétacé supérieur correspond à la cordillère Orientale ; le second se développe grâce à la subduction horizontale (ou plane) qui se met en place à l'Éocène supérieur et entraîne la croissance de la cordillère Occidentale ; au Pliocène, le plan de subduction revenu à un pendage normal, est associé à l'épaississement d'une racine crustale alimentée par un important plutonisme, ce qui facilite le fluage profond de la croûte continentale qui sert de guide à l'élargissement de la chaîne montagneuse et au soulèvement de l'Altiplano,. Ce n'est pas la nature (océanique ou continentale), mais le faible pendage des plaques plongeantes (plaques de Nazca et Antarctique) qui conditionnent le régime compressif de la subduction, à l'origine de cette accrétion de magmas et ces chevauchements crustaux, certains secteurs de ces plaques océaniques, plus légers, ne s'enfonçant pas dans le manteau terrestre et restant ainsi au contact de la plaque continentale (modèle géodynamique de la propagation d'un prisme orogénique dans un contexte de subduction horizontale),. Ainsi, contrairement à une idée répandue, la cause principale de l'élévation de la cordillère n'est pas le volcanisme (édification de hauts volcans) mais un processus tectonique (épaississement et écaillage crustal à l'origine de deux prismes séparés par un altiplano) et plutonique (sous-placage magmatique (en) au Moho).
En vingt millions d'années, les forces tectoniques ont élevé certaines régions des Andes de plus de 1 500 mètres. Vers l'est, la chaîne se termine par quelques bassins sédimentaires, tels que ceux de l'Orénoque, de l'Amazone, du Madre de Dios ainsi que du Gran Chaco qui séparent les Andes des anciens cratons dans l'est de l'Amérique du Sud. Au sud, les Andes partagent une longue frontière avec l'ancienne terre de Patagonie. À l'ouest, les Andes se terminent dans l'océan Pacifique, bien que l'on considère la fosse du Pérou-Chili, comme la véritable limite de l'extension occidentale de la chaîne.

### Climat
Le climat des Andes varie grandement selon l'emplacement, l'altitude et la proximité de la mer. La partie méridionale est pluvieuse et fraîche, tandis que les Andes centrales sont arides. Le nord des Andes est généralement pluvieux et chaud, avec une température moyenne de 18 °C en Colombie. Le climat peut parfois changer radicalement sur des distances relativement faibles.
Les montagnes jouent un effet important sur les températures des zones adjacentes. L’isotherme zéro est compris entre 4 500 mètres et 4 800 mètres dans les Andes tropicales équatorienne, colombienne, vénézuélienne et le Nord du Pérou. Il s'élève de 4 800 mètres à 5 200 mètres dans les montagnes arides du Sud et au nord du Sud du Pérou, puis descend progressivement en progressant vers le sud. Il n’est ainsi qu’à 300 mètres en Terre de Feu.
Les Andes du Chili et l'Argentine peuvent être divisées en deux zones climatiques et glaciologiques, les Andes arides et les Andes humides. Les Andes arides s'étendent du désert d'Atacama jusqu’à la région du Maule, les précipitations sont plus sporadiques et l’amplitude thermique élevée. Les Andes humides jouissent d’un climat plus tempéré aux précipitations plus régulières.

### Flore et faune
Selon l'étagement dans la cordillère et la latitude, une flore et une faune originales se sont acclimatées sur les versants et les hauts plateaux andins.
Entre 1 200 et 2 400 mètres, sur les pentes des sierras très arrosées, la jungle se transforme en une luxuriante forêt des brouillards. Parmi les arbres : palmiers, bambous géants ou arborescents, podocarpus, cecropias. Parmi les fleurs : orchidées, broméliacées, bégonias, terrariums, impatientes, calcéolaires, fuchsia et passiflores. Tout autour évoluent des papillons multicolores et de minuscules colibris. À cette altitude, les animaux sont encore ceux de la jungle avec des pumas, des singes hurleurs, des pécaris, margays, fourmiliers et de nombreux oiseaux (perruches, perroquets, guácharos).
Entre 2 400 et 3 800 mètres, sous l'action du froid et du vent, les arbres se ratatinent, se tordent et se couvrent de lichens. C'est la forêt naine, le domaine des buissons épineux de tola et des polylepis, arbustes appartenant à la famille des pommiers et des fraisiers.
Entre 3 800 et 4 700 mètres, dans les Andes du Nord, la végétation se raréfie. On pénètre dans le paramo, toundra d'altitude, morne et froide, caractérisée par les grandes espeletias de la famille des astéracées dont les feuilles sont disposées en rosette autour de la tige et qui peuvent atteindre jusqu'à six mètres de haut. Beaucoup plus petites, les rouges vaccinium et les eryngium arrivent encore à pousser. Au-delà, le paramo cède la place aux neiges éternelles des sommets mais la démarcation décline jusqu'à 700 mètres tout au sud de la cordillère, là où les glaciers plongent vers l'Antarctique.
Dans les Andes du Centre et du Sud (Pérou, Bolivie, nord du Chili et nord-ouest de l'Argentine), l'équivalent du paramo est la puna. Pas d'espeletias, mais quelques puyas apparentées à l'ananas dont les très hautes hampes florales atteignent neuf mètres et, partout, des touffes d'ichu, une herbe jaune qui pousse également sur l'Altiplano. Vaste plateau d'altitude, l'Altiplano s'étire à 4 000 mètres entre la cordillère Orientale et la cordillère Occidentale. Les Amérindiens y cultivent la pomme de terre, le blé et l'orge. Le maïs, lui, ne pousse plus à 3 500 mètres. Au bord du lac Titicaca, les Aymaras récoltent les totoras, sortes de roseaux avec lesquels ils construisent leurs villages flottants et leurs embarcations. Pour leur consommation de viande, les Amérindiens élèvent des cochons d'Inde, des moutons, des lamas et des alpagas.
Parmi les animaux sauvages, on rencontre des troupeaux de vigognes et de guanacos (deux cousins du lama, désormais protégés), des rongeurs (chinchillas, viscaches), des lézards et de nombreux oiseaux : le condor, dont l'envergure dépasse trois mètres ; plusieurs variétés de flamants ; le nandou, qui ressemble à une petite autruche ; le coq de roche du Pérou ; la bernache des Andes ; le tinamou orné ; le pic coucou.
En Bolivie et au Chili, dans la puna d'Atacama, l'Altiplano se couvre de déserts salés (comme la laguna Colorada) où fleurissent parfois, au ras du sol, des Hoffmannseggia, jolies fleurs rouges aux profondes racines. Parmi les autres paysages caractéristiques des Andes, remarquables sont les yungas (vallées chaudes de Bolivie et du Pérou), la pampa sèche du sud de l'Argentine (dominée par les polylepis, les cactus et les chardons) et la savane de Bogota (grand plateau verdoyant à 2 600 mètres couvert de prairies et de champs de fleurs). De la Colombie au Chili, quelques espèces se moquent de l'altitude et de la latitude : depuis le niveau de la mer jusqu'au paramo et à la puna, on rencontre ainsi de nombreux cactus et eucalyptus et aussi le cocotier du Chili, palmier monumental en voie de raréfaction. Importés d'Australie pour servir de poteaux dans les mines, ces arbres ont bien réussi leur acclimatation andine.

## Histoire
Les hommes sont arrivés dans les Andes peu de temps après leur arrivée en Amérique du Sud. Les premières traces d'occupation datent de 12 000 ans. Néanmoins, l'occupation permanente de la région se situe plus probablement entre 9 500 et 9 000 ans.
Le peuplement des hauts plateaux andins au-dessus de 2 500 m d'altitude a été un processus complexe qui a compris des adaptations culturelles, biologiques et génétiques. Une étude génétique a fait ressortir trois caractéristiques importantes : une répartition entre les populations de basse et de haute altitude qui s'est produite entre 9 200 et 8 200 ans AP ; un effondrement de la population après le contact avec les migrants européens qui est beaucoup plus accentué dans les plaines d'Amérique du Sud (environ 94 à 96 %) que dans les populations des hauts plateaux (environ 27 %) ; et des preuves d'une sélection positive aux loci génétiques liés à la digestion de l'amidon et à la résistance vraisemblable aux agents pathogènes après ce contact européen.
La région voit se succéder plusieurs grandes cultures archéologiques : la civilisation de Tiwanaku, culture pré-inca qui a dominé la moitié sud des Andes centrales entre le Ve siècle et le XIe siècle. La civilisation Huari qui prend naissance au VIe siècle de notre ère dans la région d'Ayacucho située dans les Andes du sud du Pérou actuel. La capitale du même nom est localisée près de la cité moderne d'Ayacucho au Pérou. L’expansion de cet antique royaume se fait d’abord en direction de la côte vers le très important centre religieux de Pachacamac, qui semble avoir gardé alors une forte autonomie. Plus tard, les Huari s’étendirent vers le nord sur les terres de l’ancienne culture Moche, où se développera par la suite la civilisation Chimú. À son apogée, la civilisation Huari s’étend sur toute la côte et les hauts plateaux du centre du Pérou. Enfin, la civilisation inca qui prend naissance au début du XIIIe siècle dans le bassin de Cuzco situé dans l'actuel Pérou et se développe ensuite le long de l'océan Pacifique et de la cordillère des Andes, couvrant la partie occidentale de l'Amérique du Sud.
En 1735, les botanistes et explorateurs français Charles Marie de La Condamine et Pierre Bouguer, accompagnés des Espagnols Antonio de Ulloa et son ami Jorge Juan sont les premiers Européens à entamer une expédition pour explorer les montagnes de l'Équateur.
Quelques exploits :
- en 1802 : l'Allemand Alexander von Humboldt monte à 5 880 mètres sur les flancs du Chimborazo.
- en 1872 : l'ascension du Cotopaxi est faite par W. Reiss (en) et A. M. Escobar.
- en 1880 : Edward Whymper, Jean-Antoine et Louis Carrel gravissent le Chimborazo. Ce sommet est le plus éloigné du centre de la Terre si l'on considère le phénomène de précession des équinoxes.
- en 1897 : Matthias Zurbriggen gravit l'Aconcagua, point culminant du continent américain.
- en 1898 : William Martin Conway atteint le sommet de l'Illimani, un des plus hauts sommets de la Bolivie.
- en 1908 : Annie Smith Peck entame l'ascension du Huascarán.
- en 1911 : découverte du Nevado Coropuna par Hiram Bingham.
- en 1921 : le 1er avril, l'aviatrice française, Adrienne Bolland, est la première à franchir la Cordillère en avion (Caudron G.3), de Mendoza (Argentine) à Santiago du Chili[réf. souhaitée].
- en 1930 : du 13 au 17 mai, après s'être posé en catastrophe aux abords de la Laguna Diamante, à bord de son Potez 25 de l'Aéropostale, l'aviateur français, Henri Guillaumet, marche pendant 5 jours et 4 nuits à travers la Cordillères avant d'être secouru par un jeune berger[réf. souhaitée].
- en 1952 : conquête du Salcantay ; elle restera gravée dans l'histoire de l'alpinisme[réf. souhaitée].
- en 1954 : ascension du versant méridional de l'Aconcagua par les expéditions dirigées par Lionel Terray[réf. souhaitée].
- en 1972 : du 13 octobre au 22 décembre, après le crash du Vol 571 Fuerza Aérea Uruguaya, où périssent 29 des 45 passagers, à 3 600 m d'altitude, dans le département de Malargüe, les 16 survivants auront recours à des actes de cannibalisme qui leur permettront de tenir 70 jours en pleine montagne.
- en 1977-1978 : Nicolas Jaeger réalise dans les Andes du Pérou un grand nombre de « premières » en solitaire.
- en 1985 : après avoir réussi l'ascension du Siula Grande (6 344 m), dans les Andes péruviennes, les alpinistes anglais, Joe Simpson et Simon Yates subissent une descente tragique avec la fracture de la jambe de Simpson, qui obligera Yates à couper la corde qui les relie entre eux afin de survivre. Tombé dans une crevasse, Simpson réussira, malgré tout, à rejoindre le camp de base en se traînant et en rampant pendant 3 jours. L'histoire a été relatée par Simpson dans le livre de 1988 La Mort suspendue (Touching the Void), et ensuite adaptée au cinéma en 2003 par Kevin Macdonald.

## Activités

### Tourisme
La pratique du ski est possible dans la cordillère des Andes. Il existe 16 stations de ski en Argentine et 18 au Chili. Créée en 1961, la station de ski chilienne Portillo est la plus vieille station de ski d'Amérique du Sud. Par la présence de la lagune de l'Inca (Laguna del Inca en espagnol) au cœur des montagnes, Portillo fait partie des plus belles stations de ski du monde.
Au pied de la cordillère des Andes, la province de Mendoza accueille la principale région viticole d'Argentine avec la présence de 1 221 propriétés viticoles, appelées bodegas, pour une production de près de dix millions d'hectolitres de vin par an. Les responsables du tourisme argentin ont mis en place des routes des vins dans le but à la fois d'améliorer les conditions d'accueil des touristes dans les caves à vin et de faire connaître la région par de nouveaux itinéraires routiers.